# Византийские сонники

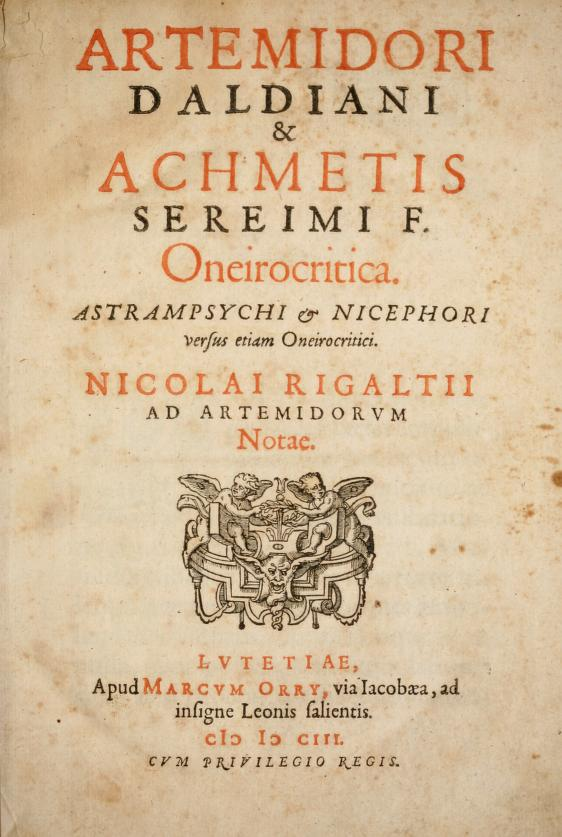
Издание византийских сонников, подготовленное в 1603 году Никола Риго

Византийские сонники (др.-греч. Ὀνειροκριτικά) — ряд произведений византийской литературы, посвящённых рассмотрению природы сновидений или их толкованию. Помимо широко известных трактатов на эту тему, связанные со сновидениями вопросы затрагиваются в эпистолографии и житийной литературе.
Согласно классификации американского историка Марии Мавруди, византийские сочинения о сновидениях можно разделить на две группы. В первую входят теоретические трактаты о природе сна и сновидений, ко второй относятся практические руководства по предсказанию будущего с помощью информации из снов. Вторая группа, в свою очередь, подразделяется на две: сравнительно короткие и преимущественно анонимные астрологические руководства, связывающие сны с фазами луны, и собственно сонники, содержащие толкования встречающихся в сновидении объектов и событий применительно к будущему. Из восьми известных сонников византийской эпохи, два анонимны (парижские рукописи B.N.gr. 2511 и B.N. suppl. gr. 690 XI века), остальные приписываются какому-либо автору: пророку Даниилу («Сны Даниила»), Астрампсиху, Ахмету бен Сирину, Герману, императору Мануилу II и патриарху Никифору (также автором данного толкования в отдельных рукописях называют Григория Назианзина и Афанасия Александрийского). Помимо них, византийцам был известен сонник автора II века Артемидора Далдианского, самый подробный из всех. Ещё 20—30 сонников были известны фрагментарно.
Хотя сонники использовались по всех слоях византийского общества, они неизменно адресовались мужскому читателю. В своей основе они использовали принцип ключевого слова, которому сопоставлялось определённое значение (X означает Y), либо же как противопоставление протасис — аподосис («Если вам снится, что происходит X, то вас ожидает Y»). Статичность толкования зачастую приводила к ситуациям, когда Y не мог быть применён к сновидцу в силу естественных ограничений, но это был общий недостаток византийских сонников. В некоторых случаях, впрочем, авторы сонника пытались до некоторой степени расширить границы толкования, добавляя некоторую вариативность. Так, анонимный сонник из рукописи 2511 толковал срубленное дерево как потерю для свободного человека, и как прибыль для раба.
Старейший сонник византийской эпохи, приписываемый пророку Даниилу, был, возможно, создан в IV веке, но достоверно его текст можно проследить только с VII века, когда греческий оригинал был переведён на латынь в Южной Франции. Расцвет жанра пришёлся на период Македонского ренессанса, когда интенсифицировался культурный обмен между Византией и Арабским халифатом. К этому времени относятся сонники Никифора и Ахмета. Последний был, возможно, создан по указанию императора Льва Мудрого (866—912) для нужд императорской семьи и двора. Сонник Астрампсиха, приписывавшийся персидскому пророку II века, являлся переложением сонника Никифора и датируется в широком диапазоне от 900 до 1300 года. Сонник «патриарха Германа», не известно какого из двух византийских патриархов, носивших это имя, содержит заимствования из предыдущих и датируется началом XIV века. Аноним B.N.gr. 2511 датируется приблизительно 1400 годом. Из 440 его толкований 47 оригинальны. Последний по времени создания сонник, возможно, не был создан лично императором Мануилом II (1391—1425), но из сохранившегося обширного письма к Андрею Асеню известно, что тема сновидений его чрезвычайно интересовало. Если данный сонник написал не сам император, то кто-то из его ближайших придворных.